# Sint-Jansrade
Sint-Jansrade of Sint-Jansraat (Frans: Saint-Jean-Sart) is een plaats in de gemeente Aubel in de Belgische provincie Luik.
Het plaatsje heeft ongeveer 500 inwoners en ligt in de streek het Land van Herve, nabij de Voerstreek.
Door het plaatsje stroomt de Bel, die verderop, bij de Abdij van Val-Dieu in de Berwijn vloeit.

## Geschiedenis
De eerste schriftelijke vermelding van Sint-Jansrade is van 1216. Het dorp behoorde oorspronkelijk bij 's-Gravenvoeren en later bij Aubel. Er was een kapel die aan Johannes de Doper was gewijd, oorspronkelijk bediend door de parochie van Sint-Martens-Voeren. Omstreeks 1392 werd de kapel verheven tot parochiekerk. In 1516 werd hij herbouwd en in 1705 werd een nieuwe kerk gebouwd, waarvan het koor in 1766 werd vergroot. Een nieuwe pastorie werd gebouwd in 1779 en een grotere kerk kwam gereed in 1882. De bevolking was namelijk aanzienlijk toegenomen door de textielfabrieken in Chaineux, Thimister en Clermont. Tal van huizen werden gebouwd voor de daarvoor werkende wevers en spinners. In de 19e en 20e eeuw vertrokken veel mensen naar de wolstad Verviers, waardoor de bouw van de grote kerk zijn doel voorbij schoot.

## Verdere bezienswaardigheden
- De Sint-Jan-de-Doperkerk
- De Abdij van Val-Dieu in de onmiddellijke nabijheid
- De Sint-Annakapel ten noordoosten van het dorp

## Waterbron
In de Rue de Lammerschot is een waterbron te vinden waar de bewoners hun drinkwater kwamen halen. Het water is niet meer drinkbaar. Op het muurtje waar de waterpijp van de bron uitmondt is het opschrift "j'ai vu naître Saint Jean-Sart - 1216" zichtbaar.

## Oriëntatietafel
De inwoners van het dorp hadden het oorspronkelijke idee opgevat om een houten oriëntatietafel op te richten en te plaatsen op de hoger gelegen plaats Knuppelstock. Nadien werd met steun van verscheidene overheidsinstanties een oriëntatietafel uit blauwsteen opgericht met 1,5 meter doorsnede. De realisatie gebeurde door een collectief van kunstenaars (BVBA Betelgueuse) uit Anthisnes. Door middel van deze panoramatafel kunnen landschapselementen geïdentificeerd worden in het Land van Herve en andere, verder gelegen plaatsen zoals de Luikse terrils.

## Galerij

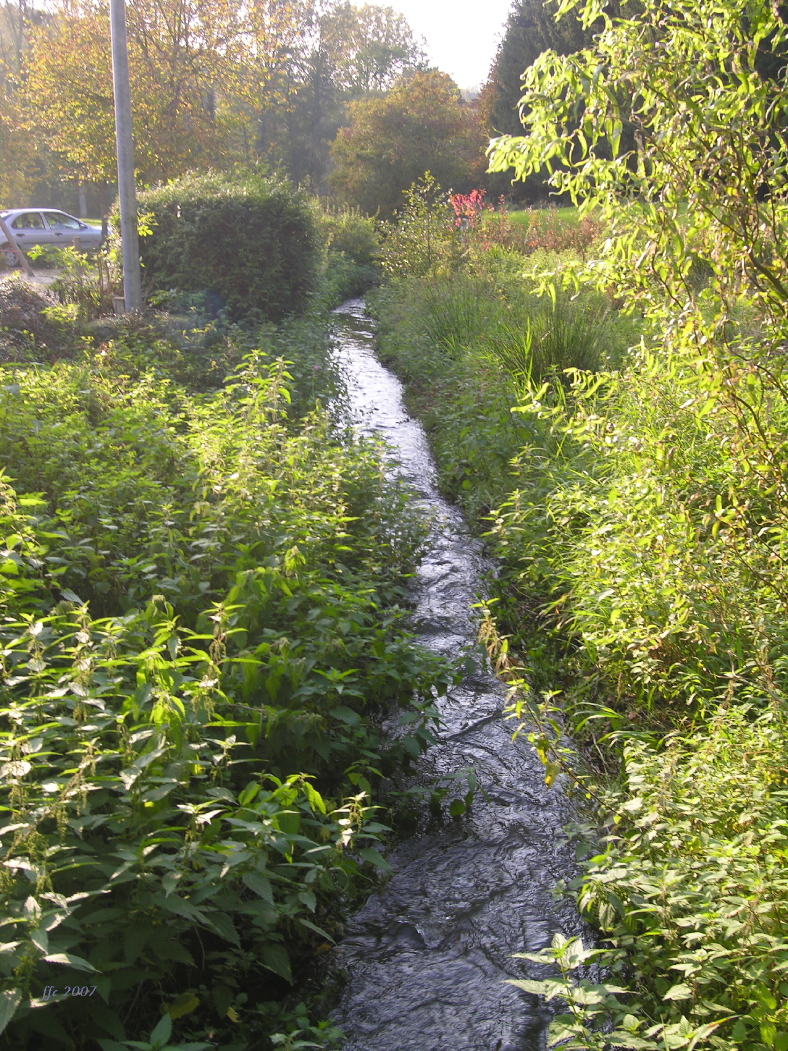
De Bel, nabij het punt waar ze in de Berwijn vloeit
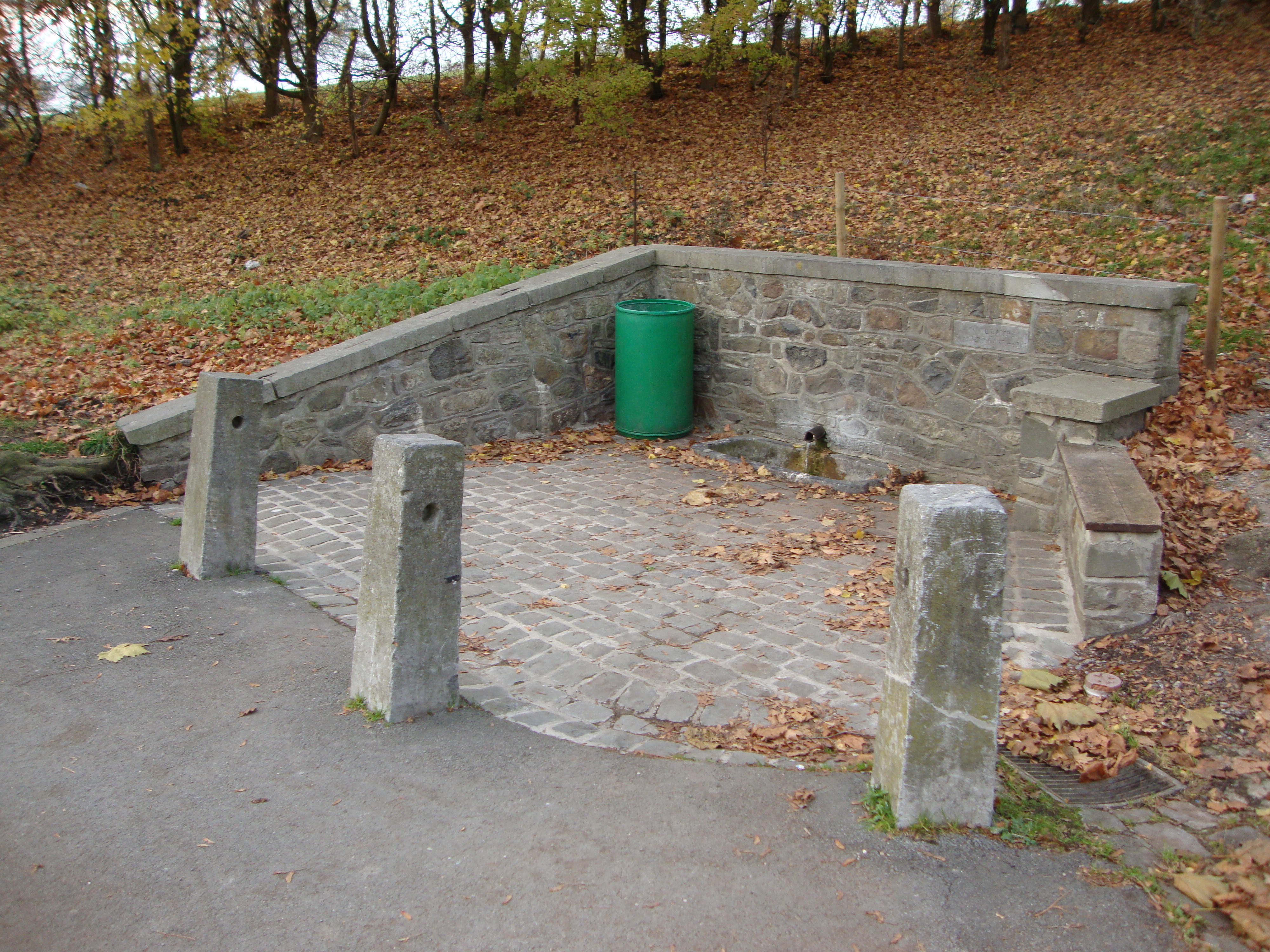
Fontaine de Saint-Jean-Sart; een drinkwaterbron in het dorp die door de inwoners gebruikt werd
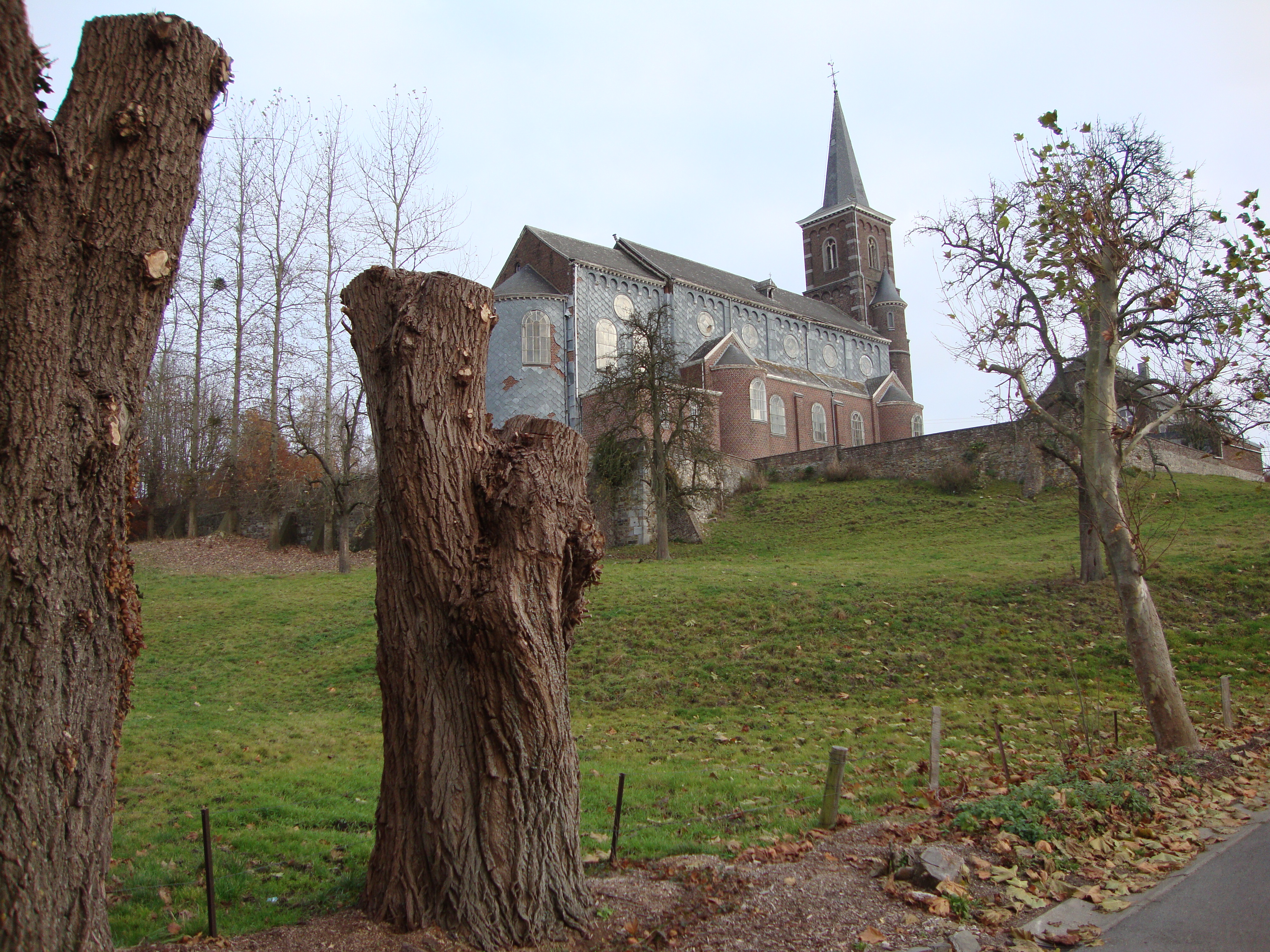
De Sint-Jan-de-Doperkerk, gezien van aan de bron
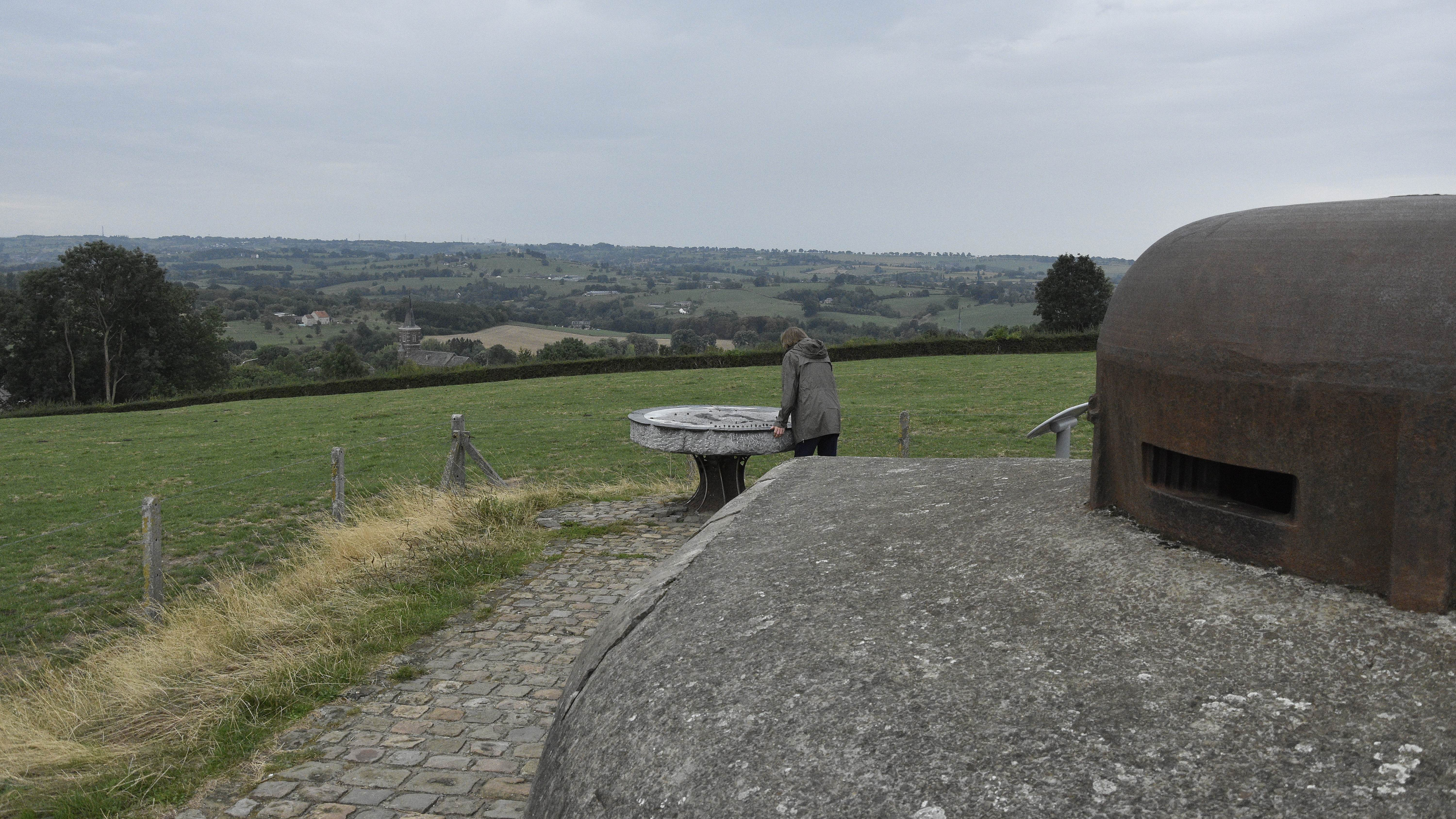
De observatiepost MN 18 uit 1934-35 en de observatietafel
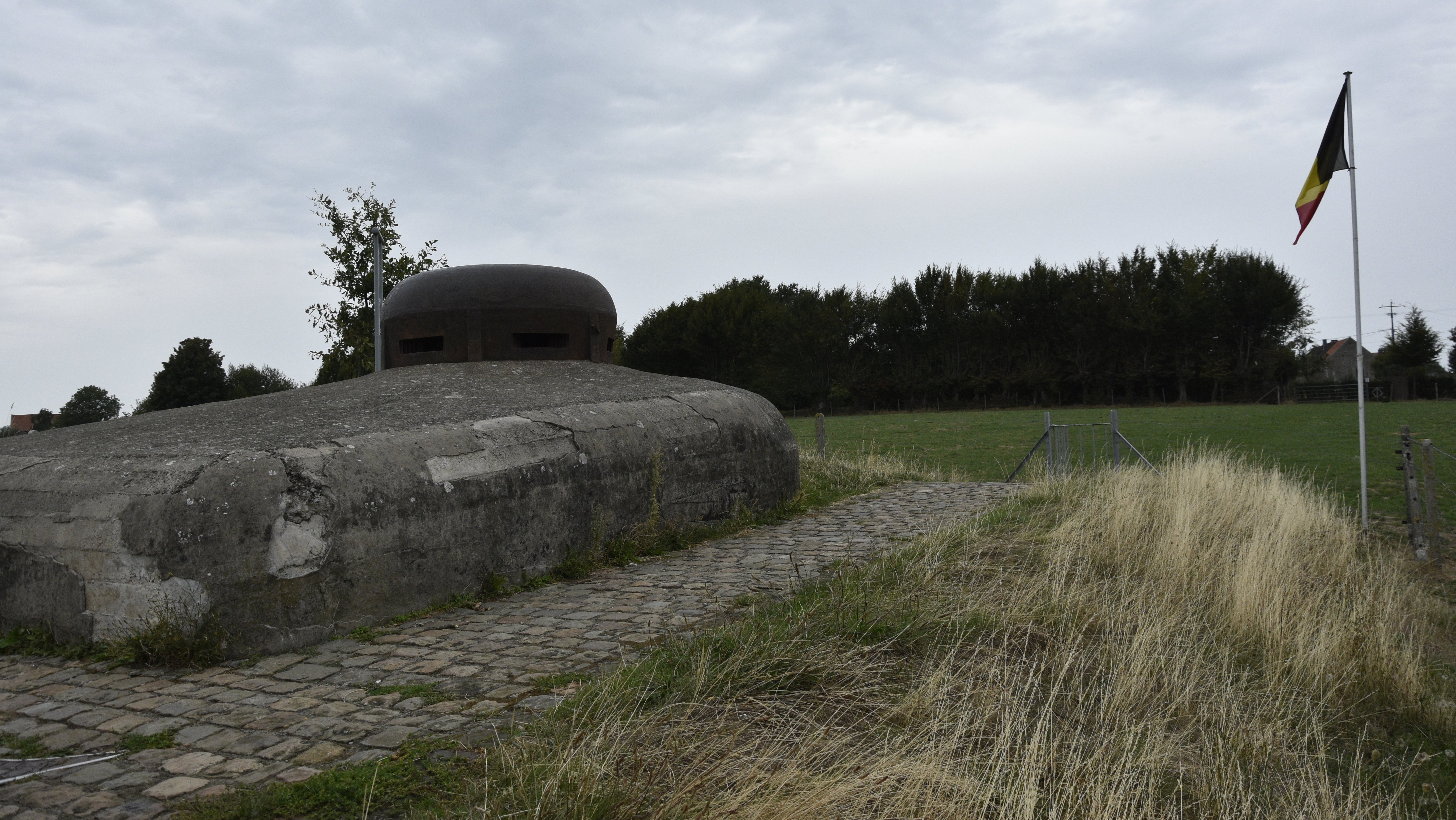
De observatiepost MN 18
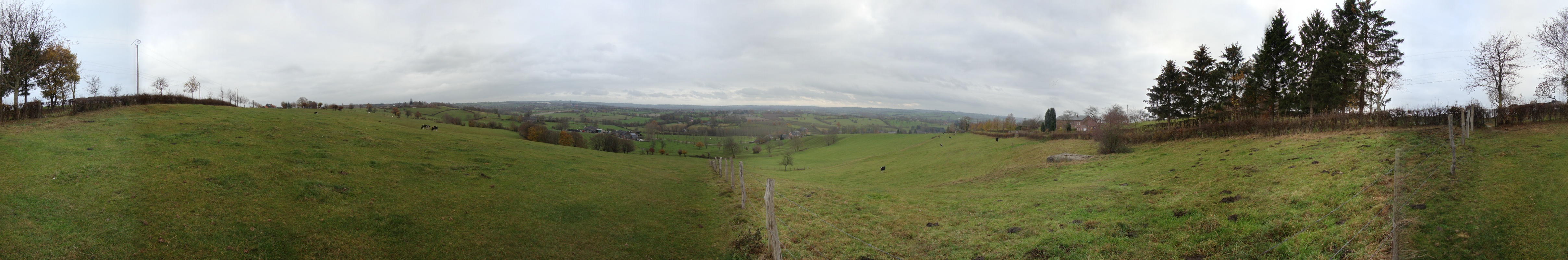
Panorama vanuit Sint-Jansrade over het land van Herve

## Wielrennen
De beklimming van de Côte de Saint-Jean-Sart vanaf de N649 in het dal van de Bel tot aan de doorgaande weg N608 bovenop het plateau is ruim anderhalve kilometer lang en kent een geleidelijk stijgingspercentage van rond de vijf procent. De beklimming is meermaals opgenomen in de Volta Limburg Classic en in juli 2024 ging de vierde etappe van de Ronde van Wallonië door Sint-Jansrade.

## Nabijgelegen kernen
- Abdij van Val-Dieu
- Aubel
- Neufchâteau
- Weerst (Warsage)